# جون دي (أوريغون)
جون دي (بالإنجليزية: John Day, Oregon)‏ هي مدينة تقع في مقاطعة غرانت، أوريغون بولاية أوريغون في الولايات المتحدة. تبلغ مساحة هذه المدينة 4.84 (كم²)، وترتفع عن سطح البحر م، بلغ عدد سكانها 1744 نسمة في عام 2010 حسب إحصاء مكتب تعداد الولايات المتحدة.

## التركيبة السكانية
قام مكتب تعداد الولايات المتحدة بتحديد بيانات التركيبة السكانية لجون دي في تعداد الولايات المتحدة. في ما يلي، التركيبة السكانية حسب تعدادي 2000 و2010.

### تعداد عام 2000
بلغ عدد سكان جون دي 1821 نسمة بحسب تعداد عام 2000، وبلغ عدد الأسر 734 أسرة وعدد العائلات 472 عائلة مقيمة في المدينة. في حين سجلت الكثافة السكانية 969.5 نسمة لكل ميل مربع (374.3/كم2). وبلغ عدد الوحدات السكنية 846 وحدة بمتوسط كثافة قدره 450.4 نسمة لكل ميل مربع (173.9/كم2).
وتوزع التركيب العرقي للمدينة بنسبة 96.92% من البيض و 1.15% من الأمريكيين الأصليين و 0.38% من الأمريكيين ذوي الأصول الآسيوية و 0.16% من سكان جزر المحيط الهادئ و 0% من الأمريكيين الأفارقة و 0.55% من الأعراق الأخرى و 0.82% من عرقين مختلطين أو أكثر. فيما شكل الهسبانيون أو اللاتينيون من أي عرق نسبة 2.42% من السكان.
بلغ عدد الأسر 734 أسرة كانت نسبة 32.7% منها لديها أطفال تحت سن الثامنة عشر تعيش معهم، وبلغت نسبة الأزواج القاطنين مع بعضهم البعض 51.0% من أصل المجموع الكلي للأسر، ونسبة 10.2% من الأسر كان لديها معيلات من الإناث دون وجود شريك، وكانت نسبة 35.6% من غير العائلات. تألفت نسبة 31.9% من أصل جميع الأسر من أفراد ونسبة 12.4% كانوا يعيش معهم شخص وحيد يبلغ من العمر 65 عاماً فما فوق. وبلغ متوسط حجم الأسرة المعيشية 3.01، أما متوسط حجم العائلات فبلغ 2.40.
بلغ العمر الوسطي للسكان 40 عاماً. وكانت نسبة 27.0% من القاطنين تحت سن الثامنة عشر، وكانت نسبة 7.8% بين الثامنة عشر والأربعة وعشرون عاماً، ونسبة 23.2% كانت واقعةً في الفئة العمرية ما بين الخامسة والعشرون حتى والأربعة وأربعون عاماً، ونسبة 23.7% كانت ما بين الخامسة والأربعون حتى الرابعة والستون، ونسبة 18.3% كانت ضمن فئة الخامسة والستون عاماً فما فوق. يوجد لكل 100 أنثى 92.5 ذكر، ويوجد لكل 100 أنثى في الثامنة عشر من عمرها فما فوق 88.8 ذكر.
بلغ متوسط دخل الأسرة في المدينة 31,953 دولار، أما متوسط دخل العائلة فبلغ 34,327 دولار. وكان متوسط دخل الذكور 31,908 دولار مقابل 22,067 دولار للإناث. وسجل دخل الفرد الخاص بالمدينة 15,488 دولار.

### تعداد عام 2010
بلغ عدد سكان جون دي 1,744 نسمة بحسب تعداد عام 2010، وبلغ عدد الأسر 794 أسرة وعدد العائلات 450 عائلة مقيمة في المدينة. في حين سجلت الكثافة السكانية 932.6 نسمة لكل ميل مربع (360.1/كم2). وبلغ عدد الوحدات السكنية 895 وحدة بمتوسط كثافة قدره 478.6 لكل ميل مربع (184.8/كم2).
وتوزع التركيب العرقي للمدينة بنسبة 94.4% من البيض و 1.5% من الأمريكيين الأصليين و 0.7% من الأمريكيين ذوي الأصول الآسيوية و 0.1% من سكان جزر المحيط الهادئ و 0.5% من الأمريكيين الأفارقة و 1.8% من عرقين مختلطين أو أكثر.
بلغ عدد الأسر 794 أسرة كانت نسبة 26.8% منها لديها أطفال تحت سن الثامنة عشر تعيش معهم، وبلغت نسبة الأزواج القاطنين مع بعضهم البعض 41.4% من أصل المجموع الكلي للأسر، ونسبة 11.6% من الأسر كان لديها معيلات من الإناث دون وجود شريك، بينما كانت نسبة 3.7% من الأسر لديها معيلون من الذكور دون وجود شريكة وكانت نسبة 43.3% من غير العائلات. تألفت نسبة 37.9% من أصل جميع الأسر من أفراد ونسبة 18.5% كانوا يعيش معهم شخص وحيد يبلغ من العمر 65 عاماً فما فوق. وبلغ متوسط حجم الأسرة المعيشية 2.79، أما متوسط حجم العائلات فبلغ 2.13.
بلغ العمر الوسطي للسكان 42.9 عاماً. وكانت نسبة 22.2% من القاطنين تحت سن الثامنة عشر، وكانت نسبة 7.7% بين الثامنة عشر والأربعة وعشرون عاماً، ونسبة 22.6% كانت واقعةً في الفئة العمرية ما بين الخامسة والعشرون حتى والأربعة وأربعون عاماً، ونسبة 25.5% كانت ما بين الخامسة والأربعون حتى الرابعة والستون، ونسبة 22% كانت ضمن فئة الخامسة والستون عاماً فما فوق. وتوزع التركيب الجنسي للسكان بنسبة 47.6% ذكور و52.4% إناث.

## وصلات خارجية
- www.cityofjohnday.com
- The US50 - Cities and Towns in Oregon State